# Семёновка (Армения)
Семёновка — село в общине Севан Гегаркуникской области Армении.

## География
Село Семёновка расположено между горами Арегуни и Гегама, на высоте 2114 м над уровнем моря. Через его южную часть протекает река Дзкнгет, впадающая в Севан.

## История
Село было основано в 1845 году молоканами высланными из центральных регионов Россииской империи. Село было названо в честь русского путешественника Семёнова. В нём жили молокане, русские, армяне и курды.

## Социальная сфера
В общине имеются школа, метеорологическая станция, сельский совет, общественная библиотека и медицинский пункт. Основное занятие населения — животноводство. Из-за холодного климата сельское хозяйство не развито.

## Население
Согласно переписи населения Армении 2011 года, постоянное население Семёновки составляло 253 человека, а нынешнее — 233 . До 1950-х годов в селе проживали преимущественно русские, затем — армяне . Изменение численности населения Семёновки с течением времени показано ниже:
| Год  | Численность | Численность |
| ---- | ----------- | ----------- |
| 1873 | 298         | [ 2 ]       |
| 1897 | 509         | [ 2 ]       |
| 1926 | 232         | [ 2 ]       |
| 1959 | 495         | [ 2 ]       |
| 1970 | 442         | [ 2 ]       |
| 1979 | 375         | [ 2 ]       |
| 1989 | 290         | [ 2 ]       |
| 2001 | 291         | [ 2 ]       |
| 2011 | 253         | [ 1 ]       |